# 勒蒂耶尔桑
勒蒂耶尔桑（法語：Le Tiercent，法語發音：[lə tjɛʁsɑ̃]；加洛语：Le Tierczant）是法国伊勒-维莱讷省的一个市镇，属于富热尔-维特雷区。

## 地理
勒蒂耶尔桑（48°20'57"N, 1°24'23"W）面积3.7 平方千米，位于法国布列塔尼大區伊勒-维莱讷省，该省份为法国西北部沿海省份，位于布列塔尼半岛东部，北濒大西洋，西接阿摩尔滨海省和莫尔比昂省，南至大西洋卢瓦尔省，西南端接曼恩-卢瓦尔省，东临马耶讷省，东北与芒什省接壤。
与勒蒂耶尔桑接壤的市镇（或旧市镇、城区）包括：绍维涅、圣克里斯托夫-德瓦兰、圣伊莱尔德朗德、圣旺德萨勒、圣马克勒布朗。
勒蒂耶尔桑的时区为UTC+01:00、UTC+02:00（夏令时）。

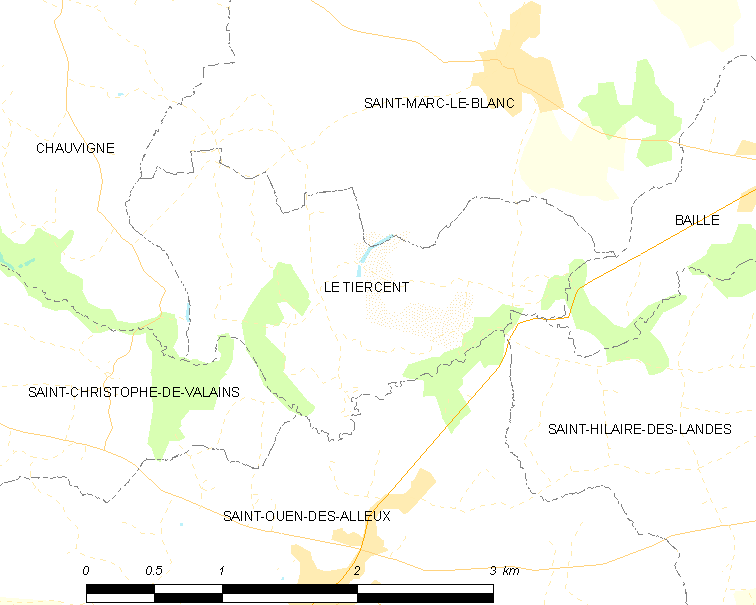
勒蒂耶尔桑的OSM定位图

## 行政
勒蒂耶尔桑的邮政编码为35460，INSEE市镇编码为35336。

## 政治
勒蒂耶尔桑所属的省级选区为瓦勒库埃农县。

## 人口

1962-2008年间勒蒂耶尔桑人口变化图示

勒蒂耶尔桑于2022年1月1日时的人口数量为194人。